# 海潮乡
海潮乡，是中华人民共和国四川省凉山彝族自治州会理市曾经下辖的一个乡。

## 行政区划
海潮乡撤销前下辖以下地区：
海草洼村、石板沟村、繁荣村、新民村和打吉塘村。